# Montrichard
Montrichard foi uma comuna francesa na região administrativa do Centro, no departamento Loir-et-Cher. Estendia-se por uma área de 14,34 km². Em 2010 a comuna tinha 3 814 habitantes (densidade: 266 hab./km²).
Em 1 de janeiro de 2016, passou a formar parte da comuna de Montrichard Val de Cher.